# Alex Story
Alex Story, właśc. Alexander Story (ur. 6 grudnia 1974 w Fontainebleau) – brytyjski przedsiębiorca i polityk, wioślarz, olimpijczyk.

## Życiorys
Urodził się jako syn Austriaczki i Anglika, dzieciństwo spędził we Francji. Osiedlił się w Wielkiej Brytanii, studiował na University of Cambridge. W młodości trenował wioślarstwo. W 1996 reprezentował Wielką Brytanię na Letnich Igrzyskach Olimpijskich w Atlancie – w wyścigu ósemek jego drużyna zajęła 8. miejsce. Dwukrotnie (1997 i 1998) był w składzie osad Cambridge, które pokonywały osadę Uniwersytetu Oksfordzkiego w corocznych zawodach z cyklu The Boat Race. Karierę sportową zakończył w 1999 na skutek długotrwałej kontuzji.
Pracował następnie w branży mediowej, zajmując się przygotowywaniem wiadomości, a także jako reporter finansowy. Założył rodzinne przedsiębiorstwo produkujące filmy dokumentalne. Jeszcze na studiach zaangażował się w działalność polityczną w ramach Partii Konserwatywnej, w 2005 i w 2010 bez powodzenia kandydował do Izby Gmin. W 2014 startował z drugiego miejsca w wyborach do Parlamentu Europejskiego, torysom w jego okręgu przypadł tylko jeden mandat. W 2016 zaangażował się w kampanię na rzecz Brexitu. W tym samym roku zablokowano mu możliwość wejścia do PE w miejsce Timothy’ego Kirkhope’a.